# Katzenjammer Kabarett
Katzenjammer Kabarett est un groupe de Dark cabaret et de Death rock originaire de Paris. Il s'inspire du cabaret de Weimar et de scène burlesque. Ils ont des influences du postmodernisme, du futurisme, du symbolisme et du dadaisme. Le groupe s´est dissous en 2009. Les membres Klischee et Mr Guillotine ont formé consécutivement le groupe Katzkab en 2011.

## Discographie

### Albums
- Katzenjammer Kabarett (2006)
- Grand Guignol & Variétés (2009)

### Singles
- 2004: New Dark Age Vol. 2 (Lied: „Gemini Girly Song“)
- 2004: Pagan Love Songs (Lied: „Eve at the Mansion“)
- 2005: Gothic Compilation # 29 (Lied: „Lies Suck Not“)
- 2005: A Dark Cabaret (Lied: „Gemini Girly Song“)
- 2010: Twisted Cabaret Vol. 1 (Lied: „Saylor Sandham's Sister“)